# Crément
Pour l’article ayant un titre homophone, voir Crémant.
Un crément (appelé « lône » dans la vallée du Rhône) est un terrain gagné sur un fleuve par dépôt de sédiments.

## Aspect géomorphologique
Les créments sont les zones de dépôt qui compensent les zones d'érosion des cours d'eau.

## Aspect juridique
La propriété des créments est depuis le Moyen Âge un sujet de réglementation : ces terrains, bien qu'instables et inondables, sont souvent riches d'un point de vue agricole (dans les campagnes, servant principalement de pâtures) ou foncier (en ville).
Ainsi, à Lyon, au Moyen Âge, les créments de la Saône sont propriété de la puissance publique. À partir de 1157 et de la Bulle d'or, cette dernière est représentée par l'archevêque.
Quand il ne peut tirer directement profit de ces terrains, le suzerain cherche à en accaparer le fruit, par le biais des impôts. Ainsi, un arrêt du conseil du diocèse d'Uzès « ordonne que les détenteurs des isles, islots, créments & atterrissements, & autres biens & droits sur le Rhône, qui ont justifié ou justifieront d’une possession antérieure à l’année 1694, par eux ou leurs auteurs, & que les objets dont ils jouissent ont été compris dans le rôle arrêté au Conseil en exécution de l’Edit du mois de Décembre 1693 ; pour le rachat du droit de champart, ne seront tenus de payer aux Domaines, outre les anciennes censives ou rentes, qu’une redevance d’un denier par arpent ».